# Ridleyella paniculata
Ridleyella paniculata – gatunek roślin z monotypowego rodzaju Ridleyella z rodziny storczykowatych (Orchidaceae). Gatunek jest endemitem Nowej Gwinei.

## Systematyka
Gatunek sklasyfikowany do podplemienia Thelasiinae w plemieniu Podochileae, podrodzina epidendronowe (Epidendroideae), rodzina storczykowate (Orchidaceae), rząd szparagowce (Asparagales) w obrębie roślin jednoliściennych.